# Dootone Records
Dootone Records est une label discographique indépendant américain, anciennement basé à Los Angeles, en Californie, actif entre 1951 et 1963. Le label, qui est renommé en Dooto Records en 1957, produit des disques de rhythm and blues et de groupes vocaux de doo-wop.

## Histoire
Dootone Records est fondé en 1951 par Walter « Dootsie » Williams à Los Angeles, en Californie,. Pendant de nombreuses années, l'adresse de la société a été le 9512 South Central Avenue, qui était à l'origine la maison de Williams à Watts. Pendant un certain nombre d'années, le label est géré à partir du porche fermé de la maison, mais plus tard, la famille Williams déménage pour que le label puisse prendre possession de toute la maison. Dootsie Williams avait lancé un label appelé Blue Records en 1949. En 1951, il change le nom du label en Dootone. Deux des trois premiers singles de Dootone sont signés Johnny Creach, un violoniste qui deviendra célèbre à l'époque de Woodstock sous le nom de « Papa John » Creach.
Dootone enregistre du rhythm and blues, du jazz, de la musique humoristique, du gospel et de la musique populaire. Le nom du label est changé en Dooto en janvier 1957 (pour éviter un procès de Duo-Tone Records). Les singles numérotés de 301 à 409 étaient sur le label Dootone, le passage à Dooto se faisant au single no 410. Les albums passent de Dootone (223), sorti en 1956, à Dooto (224), sorti en 1957. Bien que le nom ait changé en 1957, certains albums et peut-être des singles sortis après cette date portent encore l'étiquette Dootone. Cela serait probablement dû à l'utilisation de vieilles étiquettes vierges par mesure d'économie ou, dans le cas des derniers albums, par nostalgie.
Walter « Dootsie » Williams décède en 1991, la même année que Redd Foxx.

## Groupes et artistes
Les principaux groupes et artistes du label sont : Roy Milton, Chuck Higgins, Joe Houston, The Penguins, et The Medalions.